# Teorema de Paley–Wiener
En matemáticas, un teorema de Paley-Wiener es cualquier teorema que relacione las propiedades de descomposición de una función o distribución en el infinito con la analticidad de su transformada de Fourier. El teorema se nombra para Raymond Paley (1907–1933) y Norbert Wiener (1894–1964). Los teoremas originales no utilizaban el lenguaje de las distribuciones y, en cambio, se aplicaban a funciones cuadradas integrables. El primer teorema de este tipo que usa distribuciones se debió a Laurent Schwartz.

## Transformaciones holomorfas de Fourier
Los teoremas clásicos de Paley-Wiener hacen uso de la transformada de Fourier holomorfa en clases de funciones integrables por cuadrados compatibles con la línea real. Formalmente, la idea es tomar la integral que define la transformada de Fourier (inversa).
{\displaystyle f(\zeta )=\int _{-\infty }^{\infty }F(x)e^{ix\zeta }\,dx}
y permitir que ζ sea un número complejo en el semiplano superior. Entonces se puede esperar diferenciar bajo la integral para verificar que las ecuaciones de Cauchy-Riemann se mantienen, y por lo tanto, que f define una función analítica. Sin embargo, esta integral puede no estar bien definida, incluso para F en L2(R); (de hecho, como ζ está en la mitad superior del plano, el módulo de eixζ crece exponencialmente como {\displaystyle x\rightarrow -\infty }) por lo tanto la diferenciación bajo el signo integral está fuera de discusión. Se debe imponer restricciones adicionales a F para garantizar que esta integral esté bien 
La primera restricción de este tipo es que F se admita en R+: es decir, F ∈ L2(R+). El teorema de Paley-Wiener ahora afirma lo siguiente: La transformada de Fourier holomorfa de F, definida por 
{\displaystyle f(\zeta )=\int _{0}^{\infty }F(x)e^{ix\zeta }\,dx}
para ζ en el semiplano superior es una función holomórfica. Además, por el teorema de Plancherel, uno tiene
{\displaystyle \int _{-\infty }^{\infty }\left|f(\xi +i\eta )\right|^{2}\,d\xi \leq \int _{0}^{\infty }|F(x)|^{2}\,dx}
y por la convergencia dominada,
{\displaystyle \lim _{\eta \to 0^{+}}\int _{-\infty }^{\infty }\left|f(\xi +i\eta )-f(\xi )\right|^{2}\,d\xi =0.}
Por el contrario, si f es una función holomórfica en el semiplano superior que satisface
{\displaystyle \sup _{\eta >0}\int _{-\infty }^{\infty }\left|f(\xi +i\eta )\right|^{2}\,d\xi =C<\infty }
entonces existe F en L2(R+) tal que f es la transformada de Fourier holomórfica de F.  
En términos abstractos, esta versión del teorema describe explícitamente el espacio de Hardy {\displaystyle H^{2}(\mathbf {R} )}. El teorema establece que 
{\displaystyle {\mathcal {F}}H^{2}(\mathbf {R} )=L^{2}(\mathbf {R_{+}} )}
Este es un resultado muy útil ya que permite una pasada a la transformada de Fourier de una función en el espacio de Hardy y realiza cálculos en el espacio L2(R+) fácilmente comprensible de las funciones integrables cuadradas compatibles con el eje positivo.  
Al imponer la restricción alternativa de que F sea compatible de forma compacta, se obtiene otro teorema de Paley-Wiener. Supongamos que F es compatible en [−A, A], de modo que F ∈ L2(−A,A). Entonces, la transformada de Fourier holomorfa.  
{\displaystyle f(\zeta )=\int _{-A}^{A}F(x)e^{ix\zeta }\,dx}
es una función completa de tipo exponencial A, lo que significa que hay una constante C tal que
{\displaystyle |f(\zeta )|\leq Ce^{A|\zeta |},}
y además, f es integrable por cuadrados sobre líneas horizontales:
{\displaystyle \int _{-\infty }^{\infty }|f(\xi +i\eta )|^{2}\,d\xi <\infty .}
A la inversa, cualquier función completa de tipo exponencial A que sea integrable en forma cuadrada sobre líneas horizontales es la transformada de Fourier holomorfa de una función L2 admitida en [−A, A]. 

## Teorema de Schwartz de Paley-Wiener
El teorema de Schwartz de Paley-Wiener afirma que la transformada de Fourier de una distribución de soporte compacto en  Rn es una función completa en Cn y proporciona estimaciones sobre su crecimiento en el infinito. Fue probado por Laurent Schwartz (1952). La formulación presentada aquí es de Hörmander (1976). 
En general, la transformada de Fourier se puede definir para cualquier distribución templada; además, cualquier distribución de soporte compacto v es una distribución templada. Si v es una distribución de soporte compacto y f es una función infinitamente diferenciable, la expresión
{\displaystyle v(f)=v(x\mapsto f(x))}
está bien definido.
Se puede mostrar que la transformada de Fourier de v es una función (en oposición a una distribución general moderada) dada en el valor s por
{\displaystyle {\hat {v}}(s)=(2\pi )^{-{\frac {n}{2}}}v\left(x\mapsto e^{-i\langle x,s\rangle }\right)}

y que esta función puede extenderse a los valores de s en el espacio complejo Cn. Esta extensión de la transformada de Fourier al dominio complejo se denomina transformada de Fourier-Laplace. 
Teorema de Schwartz. Una función completa F en Cn es la transformada de Fourier-Laplace de una distribución v de soporte compacto si y solo si para todos los z ∈ Cn,
{\displaystyle |F(z)|\leq C(1+|z|)^{N}e^{B|{\text{Im}}(z)|}}

para algunas constantes C, N, B. La distribución v, de hecho, se apoyará en la bola cerrada del centro 0 y el radio B.
Las condiciones de crecimiento adicionales en toda la función F imponen propiedades de regularidad en la distribución v. Por ejemplo:
Teorema. Si para cada N positivo hay una CN constante tal que para todos z ∈ Cn,
{\displaystyle |F(z)|\leq C_{N}(1+|z|)^{-N}e^{B|{\text{Im}}(z)|}}
entonces v es una función infinitamente diferenciable, y viceversa.
Los resultados más agudos que dan un buen control sobre el soporte singular de v han sido formulados por Hörmander (1976). En particular, sea K un conjunto compacto convexo en Rn con función de soporte H, definida por
{\displaystyle H(x)=\sup _{y\in K}\langle x,y\rangle .}
Entonces el soporte singular de v está contenido en K si y solo si hay una constante N y una secuencia de constantes Cm tal que
{\displaystyle |{\hat {v}}(\zeta )|\leq C_{m}(1+|\zeta |)^{N}e^{H({\text{Im}}(\zeta ))}}
para |Im(ζ)| ≤ mlog(|ζ|+1).